# SN 2005gk
SN 2005gk – supernowa typu II odkryta 4 października 2005 roku w galaktyce A030816-0412. W momencie odkrycia miała maksymalną jasność 18,50m.